# Wim Dik
Wim Dik (Rotterdam, 11 januari 1939 – Helvoirt, 19 juni 2022) was een Nederlands politicus en bestuurder. Bij het grote publiek was hij vooral bekend als de voorzitter van de Raad van Bestuur van de PTT, later KPN.

## Biografie
Na zijn middelbare school studeerde hij elektrotechniek aan de Technische Hogeschool in Delft. Hierna studeerde hij nog enkele jaren economie aan de Nederlandse Economische Hogeschool in Rotterdam (de huidige Erasmus Universiteit Rotterdam).
Na zijn militaire dienstplicht trad Dik in 1964 in dienst van Unilever. In 1978 werd hij directeur van het soep- en vleeswarenbedrijf van Unilever in Oss. Hiernaast was hij actief binnen D'66. Halverwege de jaren zeventig was hij vicevoorzitter van de partij, later werd hij voorzitter van het bestuur van de Stichting Wetenschappelijk Bureau D'66.
Dik bleef drie jaar directeur van Unox in Oss, totdat hij in 1981 door D'66 werd gevraagd om staatssecretaris van Economische Zaken te worden in het kabinet-Van Agt II en aansluitend het kabinet-Van Agt III. Deze functie, waarin hij was belast met de exportbevordering, vervulde hij ruim een jaar. Toen het kabinet viel, keerde Dik terug naar Unilever, waar hij 4P Drukkerij Reclame in Rotterdam ging leiden. In 1985 werd hij voorzitter van de Nederlandse Unilever Bedrijven. In 1988 vroeg het kabinet hem de verzelfstandiging van het Staatsbedrijf der PTT ter hand te nemen, als opvolger van Cor Wit.
Dik beoogde Koninklijke PTT Nederland, zoals het bedrijf zou heten bij de beursgang in 1994, om te vormen van een ambtelijke organisatie naar een commercieel bedrijf. Het postbedrijf (TPG Post) werd in 1998 afgesplitst en het overblijvende PTT Telecom ging verder als Koninklijke KPN. Dik restte de leiding van dit telecombedrijf. Koninklijke KPN kocht onder andere het Duitse telecombedrijf E-Plus. Het was de periode van de grote ICT-bloei en het aandeel KPN steeg eind februari 2000 op de effectenbeurs naar 133,50 euro.
In maart 2000 trad Dik af bij Koninklijke KPN. Hij werd opgevolgd door Paul Smits. De prijs van het aandeel KPN, die na het aftreden van Dik nog verder steeg (147,95 euro op 10 maart 2000), zakte naar 46,85 euro op 30 juni 2000 en kelderde verder naar 12,26 euro op 29 december 2000. Zijn succes bleek zeer kortstondig te zijn geweest.
Dik werd in 1999 hoogleraar Management van ICT-georiënteerde organisaties aan de Technische Universiteit Delft. Zijn hoogleraarschap eindigde in 2006.
Wim Dik overleed in juni 2022 op 83-jarige leeftijd.

## Necrologie
- Raoul du Pré, 'Wim Dik (1939-2022). De man die de oude PTT klaarstoomde voor de vrije markt', de Volkskrant, donderdag 23 juni 2022, p. 31

- International Standard Name Identifier: 0000 0003 9053 9570
- Nederlandse Thesaurus van Auteursnamen: 091407214
- Parlement.com: vg09lln8i4zo
- Virtual International Authority File: 284188119
- WorldCat: E39PBJmpgMhgTFrWcttypgMkjC